# 愉快

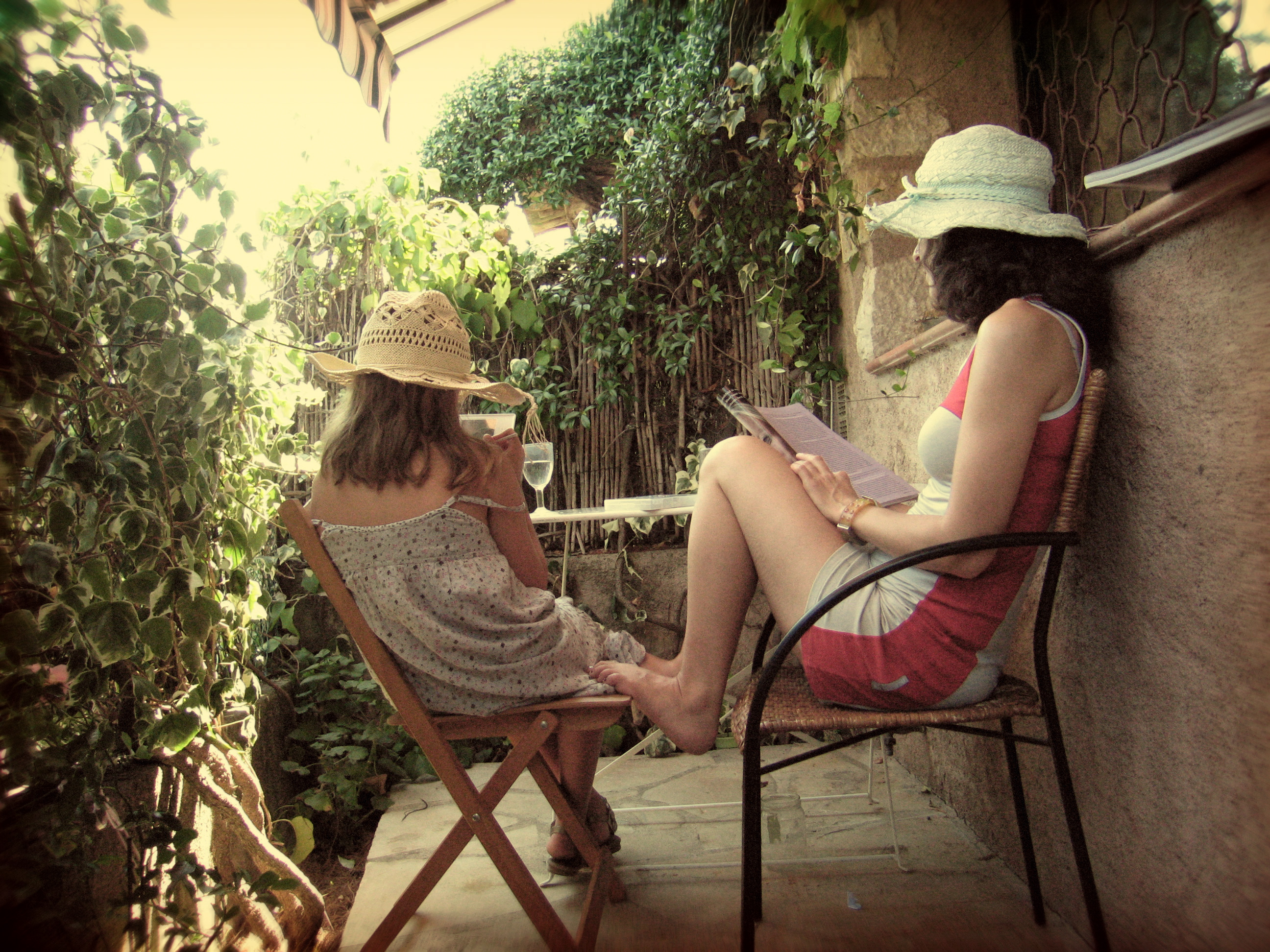
在巴黎的愉快週末

愉快（Pleasure）也稱為愉悅，描述人類或是其他動物正面的、有趣的的心理狀態，認為所體驗的是正面的、有趣的、值得去尋求的。有許多和愉快有關，但更細分的心理狀態，例如快樂、娛樂、狂喜及欣快。早期的心理學家研究愉快（愉快法則），認為愉快是一種正回饋機制，讓生物體有動力再去創造可帶來愉悅的情境，並且避免一些過去會造成痛苦的情境。
愉快的體驗是主觀的，不同的人可能會對相同的情境有不同的感受，即使是感到愉快，也可能有程度上的差異。許多愉快的體驗是因為滿基本的生理需求所造成，例如進食、運動、卫生及人类性行为。一些對文化藝術的體驗及欣賞也會有愉快的體驗，例如對艺术、音乐、舞蹈及文學的欣賞。
根據獎勵系統的誘因顯著性模型（刺激的吸引力特性及動機特性，會引發趋向行为及完成行為），內在獎勵由兩個成份組成：一個是「想要」或是欲望的成份，反映在趋向行为（approach behavior），另一個是「喜歡」或是愉快的成份，反映在完成行為（consummatory behavior）。不過雖然所有的愉快刺激都是獎勵，但有些獎勵並不會引發愉快的感受。
而在ACG的作品中「愉悅」一詞則被引申為「在他人的不幸中感到快樂」。源於《Fate/Zero》中的主要反派言峰綺禮在吉爾伽米什的誘導下做出弒師等一連串惡行從而獲得自己期待已久的快樂。